# La Goulette

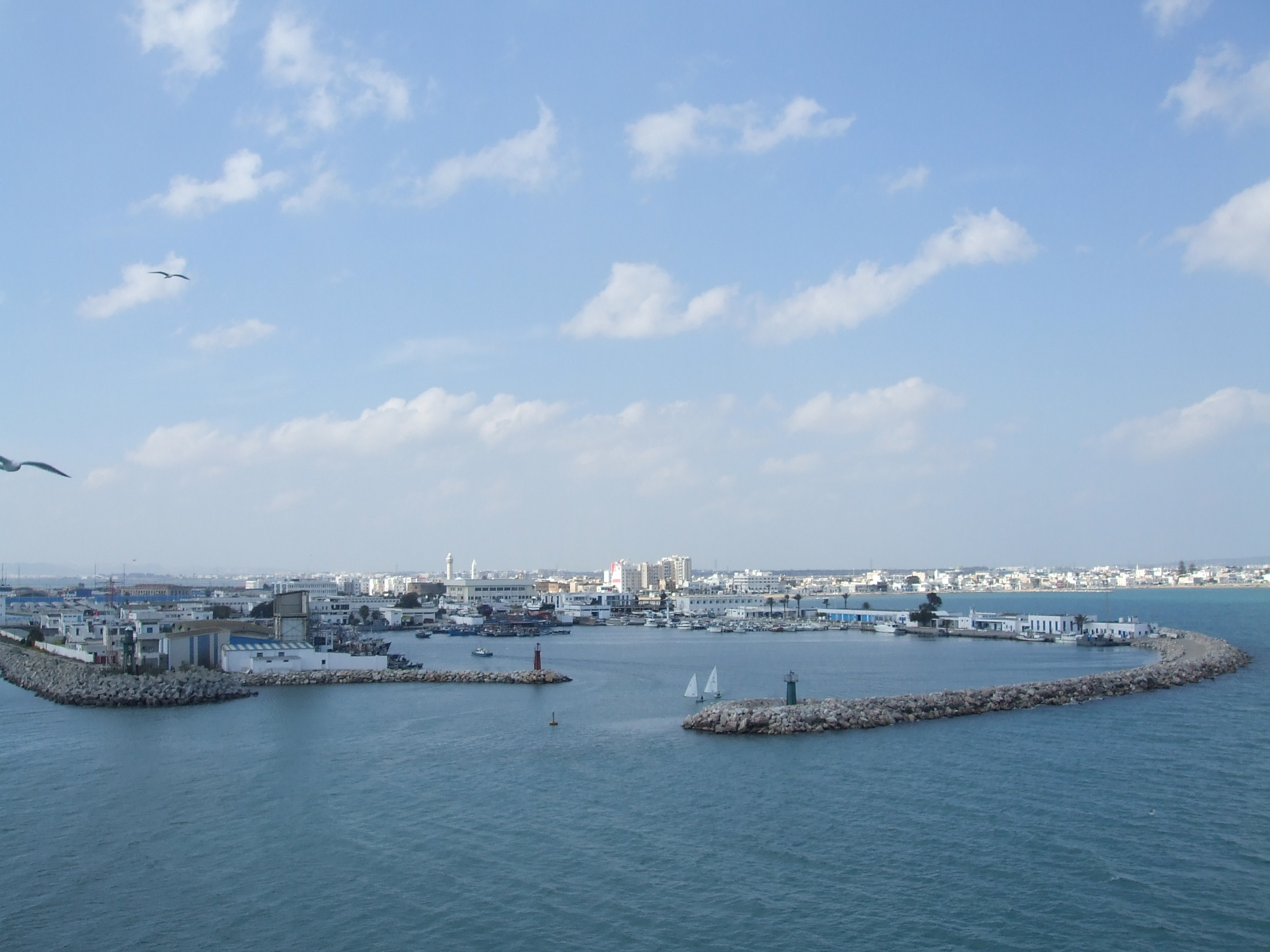
La Goulettes hamn.

La Goulette (även Goletta, arabiska حلق الوادي, Halq al-Wādī) är en stad i Tunisien, 12 km öster om huvudstaden Tunis. Folkmängden uppgick till 45 711 invånare vid folkräkningen 2014. Staden ingår i Tunisregionen och är utskeppningshamn från huvudstaden, med export av järnmalm. Den är en badort och har ett stort värmekraftverk.
La Goulette erövrades av Spanien 1535 och blev starkt befäst av spanjorerna. 1574 erövrades staden av Osmanska riket. Den var Tunisiens viktigaste hamn före 1800.

## Administrativ indelning
Kommunen är indelad i två arrondissement:
- Cité Taîeb Mhiri
- La Goulette